# Античное образование
Анти́чное образова́ние — система образования в эпоху Античности, существовавшая в Древней Греции и Древнем Риме во всём их временно́м, политическом и культурном пространстве.
В античной культуре имелось устойчивое представление, что достойной свободного гражданина является лишь та деятельность, которая основана на духовных способностях и не служит целям заработка. Архаический идеал воина-аристократа культивировался в Спарте вплоть до V века до н. э., получаемое в этом полисе образование было преимущественно военным. Ему противостояла афинская музыкально-гимнастическая система, монополию на которую также долгое время поддерживала аристократия. Движение софистов в V—IV веках до н. э. привело к распространению интеллектуального образования и его демократизации. Аристотель сформулировал общую задачу обучения — сообщение фундаментальных знаний из многих предметов и выработка способности к суждению. Примерно в IV веке до н. э. в Афинах была создана стройная образовательная система, которая в своих основных чертах просуществовала до конца Античности, была воспринята христианами, и в своих важнейших чертах была передана в Средневековье, как греческое, так и латинское. Аристотелем же был сформулирован идеал пайдейи — гармонического телесно-духовного формирования человека, реализующего все его способности, который, с известными оговорками, соответствовал римскому humanitas.
Элементарное обучение прививало навыки письма, чтения и счёта, параллельно с занятиями гимнастикой и музыкой. Среднее образование, начиная с эллинистической эпохи, приобреталось в гимнасиях, публичных заведениях с твёрдым учебным распорядком. На этом этапе упор делался на грамматику, риторику и математику, а спортивные и музыкальные занятия проводились на более высоком уровне. Высшее образование рассматривалось как кульминация всего учебного процесса; конечной его целью было формирование философа или ритора, крупнейшие школы этих направлений конкурировали между собой.
Греческая модель образования стала утверждаться в Римском государстве со II века до н. э. и окончательно оформилась в латинском мире к началу нашей эры. Катон Старший в сочинении «К сыну» утверждал, что гражданин Республики должен быть воином во время войны, а во время мира — достойным земледельцем. Ему требовалось знание военного искусства, агрономии, врачевания и красноречия. В эпоху Империи на первое место выдвинулись юридические науки. Изучение языков и литературы (латинской и греческой) велось параллельно изучению истории, которая считалась частью красноречия. Образованный человек также должен был владеть фехтованием, верховой ездой и плаванием. Римские граждане, желавшие получить высшее (риторическое) образование, как правило, завершали его в крупнейших греческих интеллектуальных центрах, особенно Афинах и Александрии.